# Stadsfries

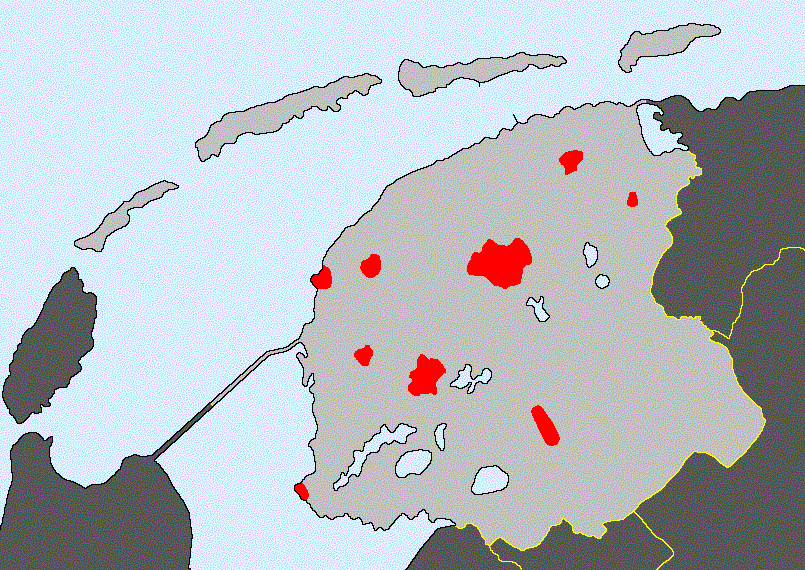
Omgeving waar het Stadsfries gesproken wordt

Stadsfries, Stadfries of Stads (Stadsfrys in de taal zelf, Stedsk in het Fries, Liwwadders of Leewaddes in Leeuwarden) is de samenvattende naam van de stadsdialecten die in Leeuwarden, Sneek, Bolsward, Franeker, Dokkum, Harlingen, Stavoren, Kollum en Heerenveen worden gesproken. Ook de dialecten van het eiland Ameland en van het dorp Midsland op Terschelling vertonen duidelijke overeenkomsten met het Stadsfries.

Anders dan de naam zou doen vermoeden, worden deze dialecten tot het Nederlands gerekend.

## Ontstaan
De naam suggereert dat het Stadsfries een variant van het Fries is. De frisist Godard Gosses heeft begin 20e eeuw proberen aan te tonen dat dat inderdaad het geval was. De Friese stadsbevolking zou nooit zijn opgehouden met Fries spreken. De niet-Friese woordenschat in de steden zou massale ontlening aan het Hollands zijn geweest. Gosses' tijdgenoot G.G. Kloeke nam een ander standpunt in. Hij poogde te laten zien dat het Stadfries 'Hollands in Friese mond' was: bedoeld als Hollands, maar imperfect gesproken door de Friese stadsbevolking.
Reitze Jonkman heeft in de jaren negentig aangetoond dat het met die imperfectie wel meeviel. Het Stadsfries kent weliswaar veel typisch Friese eigenaardigheden, maar die zijn merendeels ook aan te treffen in veel Hollandse dialecten. In de 16e eeuw, toen het Stadsfries ontstond, was dat nog veel meer het geval. De inwoners van de Friese steden verruilden hun Fries in deze tijd voor die Hollandse dialecten toen Friesland onder Saksisch bestuur een Duits/Nederlandstalig bestuursapparaat kreeg en de handel tussen de steden en andere gewesten toenam. Oebele Vries heeft laten zien dat tussen 1500 en 1580 de Friese steden het Fries als bestuurstaal volledig hebben ingewisseld voor het Nederlands. Of het Fries toen ook als spreektaal uit de steden is verdwenen, is niet aangetoond. De eerste tekst waarin bewust het Stadsfries wordt gebruikt (in dit geval het Leeuwarders), stamt uit 1768.

## Woordenschat
De woordenschat is erg Hollands, al doet Friese invloed zich zeker gelden. Het is niet altijd duidelijk of een Fries klinkend woord rechtstreeks uit het Fries komt of meegekomen is uit het Hollands. Verschillende woordvormen doen aan het Fries denken, zoals hammer voor hamer en joeke voor jeuken (ook bekend in het Hollands en Zeeuws; Fries jûkje). Ook kent het Stadsfries typisch Friese woorden, die in het Nederlands helemaal niet (in die gedaante) bestaan. Gewoonlijk gaat het om typisch huiselijke woorden, zoals mem en heit voor moeder en vader, of om woorden uit het Friestalig gebleven landbouwwezen, zoals jaar (uier; ook bekend in West-Friesland) en jarre (gier). Maar ook verscheidene uitdrukkingen zoals met sin doën (met opzet doen), gyn ferlet fan hewwe (geen behoefte aan hebben) en gyn nocht an hewwe (geen zin in hebben) zijn afkomstig uit het Fries.
Door zijn Hollandse wortels kent het Stadsfries diverse woordvormen die noch in het Algemeen Nederlands, noch in het Fries als juist gelden, zoals lêge voor liggen (Fries lizze). Ten slotte heeft het Stadsfries onder de Nederlandse invloed een paar woorden bewaard die uit het Fries inmiddels verdwenen zijn, zoals kyn voor kind (Fries bern) en farndel voor een vierde (deel) (Fries fearn). Het Stadsfries kent ook een aantal Franse verbasteringen (mogelijk een overblijfsel uit de Franse periode), zoals aveseare voor opschieten (Frans avancer: vooruitgaan), koese voor slapen (Frans coucher: slapen) en in het Harlinger Stadsfries sjantere voor zeuren/klagen (Frans chanter: zingen).

## Grammatica
De Stadsfriese fonologie wijkt af van de Nederlandse door onder andere de afwezigheid van de stemhebbende klanken /v/ en /z/ aan het begin van een woord. Dergelijke woorden in het Nederlands hebben in het Stadsfries vaak een vertaalequivalent dat begint met de stemloze varianten /f/ en /s/ (frommes 'vrouw', see). De Nederlandse klankreeks /sx/ (sch) is in het Stadsfries afwezig. Nederlandse woorden met een dergelijke klankreeks hebben in het Stadsfries vaak vertaalequivalenten met /sk/ (skip, skool). Het Stadsfries deelt bovenstaande eigenschappen met het Fries en met diverse Hollandse (vooral Noord-Hollandse) dialecten.
Noch het Hollands, noch het moderne Fries maakt onderscheid tussen mannelijke en vrouwelijke woorden; het Stadsfries doet dat ook niet. De meervoudsvorming sluit bij het Fries aan (skip-skippen), evenals bij de vorming van verkleinwoorden (popke, autootsje, rinkje), uitgezonderd in het Stavers (poppy, autootsy, rinkje, naar Hollandse principes).
De werkwoorden missen de twee Friese zwakkewerkwoordklassen, maar volgen het Fries wel in de vorming van voltooide deelwoorden: die krijgen nooit het voorvoegsel ge- (ik hew maakt; hest dou dat sien?). Ook hierin doet het Stadsfries met het West-Fries mee. Het Stadsfries heeft verder de Friese persoonlijke voornaamwoorden do, jo en jimme (jij, u en jullie) behouden (do en jo verschijnen bijna overal als dou en jou, waarbij dou wordt gericht aan jongens en mannen, jou aan vrouwen, meisjes en ouderen, jimme verschijnt vaak als jum of jumme). Dou kwam in het oude Hollands ook voor, maar is daar vermoedelijk al eeuwenlang uit verdwenen.

## Spelling
Er is geen gestandaardiseerde, door de overheid erkende of algemeen aanvaarde spelling voor het Stadsfries. Wanneer het Stadsfries wordt opgeschreven, gaan auteurs meestal intuïtief te werk op basis van de Nederlandse en Friese spelling. De meest gehanteerde spelling is die van het Woordenboek fan ut Liwwarders. Deze spelling is geënt op het Fries, maar fonetischer van aard. De û komt er niet in voor. Een voorbeeld van op Fries geënte spelling is de weblog van de Sneker dichter en schrijver Henk van der Veer.

## Sprekers
De Stadse dialecten werden in 2010 gesproken door zo'n 40.000 mensen. Omgerekend was dat zo'n 6,3% van de inwoners in de provincie. Met nog ongeveer 5.000 Stadstaligen die buiten de provincie wonen kwam het totaal aan sprekers op ongeveer 45.000. In de stad Leeuwarden is het dialect sterk in verval geraakt. Halverwege de 20e eeuw sprak het merendeel van de Leeuwarder bewoners nog het stadsdialect. In de jaren 1960 trad er een kentering op en ging men ertoe over om met de kinderen Nederlands te spreken. Anno 2010 wordt door ten hoogste nog een kwart van de Leeuwarders het Liwwarders (vermoedelijk zo'n 20.000) gesproken en voornamelijk door de oudere generatie. In kleinere plaatsen is dat percentage zeker hoger. Over het dialect van Heerenveen, dat in feite nog in ontwikkeling is, is weinig bekend. Overigens bestond tot in de eerste helft van de 20e eeuw een Heerenveense variant van het Stadsfries, het Haagje fries. Deze variant ontstond rondom Oranjewoud waar de buitenplaats was van de Friese stadhouders.
Het Stadsfries is, met name in de grote steden, een sociolect van de lagere klassen geworden. Die ontwikkeling van dialect tot sociolect heeft zich vooral in de 20e eeuw doorgezet. Rond 1900 werden de Stadsfriese dialecten nog als regionale varianten van het Nederlands beschouwd en hadden ze een veel hogere status dan het Fries. Met de verbreiding van het Standaardnederlands in de betere sociale klassen, onder andere door onderwijs en massamedia, verdween het besef dat het Stadsfries een vorm van het Nederlands was en bleven de lagere klassen, die minder Standaardnederlands hoorden, als sprekers over.
Jongeren doen wel pogingen om het dialect van hun ouders of grootouders onderling te spreken, zij het een verwaterde versie. Het Liwwadders maakt daarmee deel uit van de Leeuwarder jeugdcultuur. In de ludieke electrotrack 'Ik bin su eil' uit 2008 rappen de auteurs Aart Lus & Ed Lip in het Liwwadder dialect. 'Het woanskip' van Anneke Douma is in het Liwwadders, daarnaast is er ook een Nederlandstalige versie. Verder is er het boek 'Ik rúk al aardech naar de skep' uit 2024, een geïllustreerde verzameling van Leeuwarder spreekwoorden & gezegden.

## Enkele zinnen uit het Stadsfries
Hee, waar bliefst(ou)? – Zeg, waar blijf je?
Must rechtdeur riede blieve. – Je moet rechtdoor blijven rijden.
Wat wúst(ou) nou, (juh)? of Wat wille jou nou? – Wat wil jij nou?
De kynders (spreek uit als: kienders) gaan fut. – De kinderen gaan weg.
Hoeke bedoelst(ou) (juh)? of Hoeke bedoele jou? – Welke bedoel je?
Dou krijst ut fergees of Jou krije ut fergees – Jij krijgt het gratis.
Wat dóest(ou) nuver (juh). of Wat doene jou nuver. – Wat doe je raar.
Komst(ou) oek futendaliks? of Komme jou oek futendaliks? – Kom je ook meteen?
Gaast(ou) met naar skoal (juh)? of Gaane jou met naar skoal – Ga je mee naar school?
Ik bin grou inne beelug. of Ik hew sin in wat. – Ik heb trek.
Hest(ou) ut al deen(t) (juh)? of Hewwe jou ut al deen? of He jou ut al daan? – Heb je het al gedaan?
Ik mut wat met dij beprate. of Ik mut wat metie beprate (juh). – Ik moet iets met je bespreken.